# Visstaartjes
De visstaartjes (Nolidae) zijn een familie van vlinders in de superfamilie Noctuoidea. Er zijn 1700 soorten bekend. De Nederlandstalige naam dankt deze familie aan de naschuivers (achterste potenpaar) van de rupsen, die in een v-vorm ten opzichte van elkaar staan, en wel wat op een staart van een vis lijken.
Visstaartjes zijn meestal kleine vlinders, met een weinig opvallend kleurenpatroon. Ook de rupsen zijn weinig opvallend gekleurd. Het is een zeer diverse familie die weer uit meerdere onderfamilies bestaat, die ook wel in andere families worden geplaatst. Zo zijn alle soorten ingedeeld geweest bij de uilen (Noctuidae) en de onderfamilie van de eigenlijke visstaartjes ook wel bij de beervlinders (nu Arctiinae). Het laatste dergelijke voorstel had te maken met een grote herschikking van de superfamilie Noctuidea in 2006, waarin de visstaartjes van een familie werden omgevormd tot een onderfamilie van de uilen (Noctuidae), teneinde te komen tot een monofyletische familie. Een ander voorstel, waarin de visstaartjes een eigen familie blijven, lijkt echter bredere steun te krijgen. In de revisie van de hele orde van vlinders, door Van Nieukerken et al. in 2011, die hier wordt aangehouden, werd de groep als een zelfstandige familie overeind gehouden.
De visstaartjes (Nolinae) zijn kleine, driehoekige en overwegend lichtgekleurde vlindertjes. De Sarrothripinae bestaat uit twee platte, op bladrollertjes (Tortricidae) lijkende soorten, waaronder de Variabele eikenuil. De laatste groep, de groenuilen (Chloephorinae) lijken, zoals de naam al aangeeft, sterk op uilen. In het totaal zijn er dertien soorten in Nederland en België.

## Onderfamilies
- Afridinae
- Bleninae
- Chloephorinae
- Collomeninae
- Diphtherinae
- Eariadinae
- Eligminae
- Nolinae
- Risobinae
- Westermanniinae

## In Nederland waargenomen soorten
- Genus: Bena
  - Bena bicolorana - (Grote groenuil)
- Genus: Earias
  - Earias clorana - (Kleine groenuil)
  - Earias insulana - (Katoengroenuil)
  - Earias vernana - (Populierengroenuil)
- Genus: Meganola
  - Meganola albula - (Groot visstaartje)
  - Meganola strigula - (Donker visstaartje)
  - Meganola togatulalis - (Zwartlijnvisstaartje)
- Genus: Nola
  - Nola aerugula - (Licht visstaartje)
  - Nola confusalis - (Vroeg visstaartje)
  - Nola cucullatella - (Klein visstaartje)
  - Nola holsatica - (Bremvisstaartje)
- Genus: Nycteola
  - Nycteola asiatica - (Kleine wilgenuil)
  - Nycteola degenerana - (Fraaie wilgenuil)
  - Nycteola revayana - (Variabele eikenuil)
- Genus: Pseudoips
  - Pseudoips prasinana - (Zilveren groenuil)